# ドント・ルック・バック (チャーリー・セクストンのアルバム)
『ドント・ルック・バック』（原題：Charlie Sexton）は、アメリカ合衆国のロック・ミュージシャン、チャーリー・セクストンが1989年に発表した2作目のスタジオ・アルバム。

## 背景
前作『ピクチャーズ・フォー・プレジャー』（1985年）のドラム・パートは全編とも打ち込みだったが、本作ではゲイリー・ファーガソンがドラマーとして全面参加した。収録曲「ドント・ルック・バック」には、プロデューサーのボブ・クリアマウンテンの紹介により、ブライアン・アダムスがバックグラウンド・ボーカルで参加した。「クライ・リトル・シスター」は、ジェラルド・マクマホンとマイク・マイニエリが共作して映画『ロストボーイ』（1987年公開）に提供した曲のカヴァーである。

## 反響・評価
アメリカでは前作ほどの成功を収められず、合計9週にわたりBillboard 200入りしたが、最高104位に終わった。スウェーデンでは1989年2月8日付のアルバム・チャートで49位を記録し、セクストンの作品としては初めて、同国でチャート入りを果たした。
Cub Kodaはオールミュージックにおいて5点満点中4点を付け「よりセクストンのギター・プレイとテキサス・ルーツに比重が置かれている」と評している。また、酒井康は『BURRN!』誌1989年2月号のレヴューで74点を付け「優しさ溢れる歌い方とモダンな音作りが、例えばA3のようなホットな曲の持ち味を殺してしまっているのが残念」「本当は骨太のR&Rを信条としているのだから、A4のバラードは別としても、もっとアグレッシヴにパワフルにアレンジすれば良かったと思う」と評している。

## 収録曲
1. ドント・ルック・バック - "Don't Look Back" (Charlie Sexton, Tonio K) - 4:43
2. シームス・ソー・ロング - "Seems So Wrong" (C. Sexton, Arthur Barrow, Tony Berg) - 4:30
3. ブローイング・アップ・デトロイト - "Blowing Up Detroit" (John Palumbo) - 4:59
4. アイ・キャント・クライ - "I Can't Cry" (Marty Willson-Piper) - 4:28
5. ホワイル・ユー・スリープ - "While You Sleep" (C. Sexton, Steve Earle) - 4:46
6. フォー・オール・ウィ・ノウ - "For All We Know" (C. Sexton, A. Barrow, Danny Wilde) - 4:38
7. バトル・ヒム・オブ・ザ・リパブリック - "Battle Hymn of the Republic" (C. Sexton, T. Berg, Tonio K) - 5:04
8. クエスチョン・ディス - "Question This" (C. Sexton, Scott Wilk) - 4:43
9. セイヴ・ユアセルフ - "Save Yourself" (C. Sexton, A. Barrow) - 4:10
10. クライ・リトル・シスター - "Cry Little Sister" (Michael Mainieri, Gerard McMahon) - 4:51

## 参加ミュージシャン
- チャーリー・セクストン - ボーカル(all songs)、ギター(all songs)、ベース(on #9)
- トニー・バーグ - ベース(on #7)、キーボード、アディショナル・ギター
- ラリー・ファスト - シンセサイザー
- パトリック・ウォーレン - チェンバリン
- カーマイン・ロハス - ベース
- ゲイリー・ファーガソン - ドラムス
- デヴィッド・ヴァン・ティーゲム - パーカッション
- レニー・ピケット（英語版） - テナー・サクソフォーン
- リノ・ゴメス - バリトン・サクソフォーン
- ロビン・クラーク、ディーヴァ・グレイ、ラニ・グローヴス - バックグラウンド・ボーカル
- ブライアン・アダムス - バックグラウンド・ボーカル(on #1)
- トニオ・K - バックグラウンド・ボーカル(on #7)
- リック・ダンコ - バックグラウンド・ボーカル(on #9)
- ジャスミン・ヴィレット - バックグラウンド・ボーカル(on #10)